# Rhyacophila kimminsiana
Rhyacophila kimminsiana is een schietmot uit de familie Rhyacophilidae. De soort komt voor in het Palearctisch gebied.